# Kim Eui-sung
Kim Eui-sung (Hangul: 김의성; n. 17 de diciembre de 1965) es un actor surcoreano.

## Carrera
Es miembro de la agencia "Artist Company".
En 2015 se unió al elenco recurrente de la serie Six Flying Dragons donde interpretó a Jeong Mong-ju, un ministro civil y académico durante el último periodo de la dinastía Goryeo.
En el 2016 se unió al elenco de la serie W donde interpretó dos personajes: a Oh Sung-moo, el padre de la protagonista, un famoso artista y el creador de Kang Cheol (Lee Jong-suk) y a Han Sang-hoon, un peligroso criminal y el responsable de la muerte de la familia de Kang Cheol.
En abril del 2019 se unió al elenco recurrente de la serie My Fellow Citizens! (también conocida como Dear Citizens) donde dio vida a Kim Joo-myung, un político veterano y miembro de la Asamblea Nacional, que pretende hacer un resurgimiento de su carrera ayudando a Yang Jung-kook (Choi Siwon) en su propia elección.
En abril del 2021 se unió al elenco principal de la serie Model Taxi (también conocida como "Deluxe Taxi") donde interpretó a Jang Sung-chul, el cálido y gentil director ejecutivo del misterioso servicio de taxis, así como el jefe de la operación para castigar a quienes se aprovechan de los indefensos, hasta el final de la serie el 29 de mayo del mismo año.

## Filmografía

### Series de televisión
| Año     | Título                        | Personaje                   | Canal                 | Notas                     | Ref.          |
| ------- | ----------------------------- | --------------------------- | --------------------- | ------------------------- | ------------- |
| 2016    | W                             | Oh Sung-moo / Han Sang-hoon |                       | 15 episodios              |               |
| 2016    | Be Positive                   | Padre de Hwan-dong          | Naver TV Cast / JTBC2 | Serie web                 |               |
| 2015    | Six Flying Dragons            | Jeong Mong-ju               |                       | 33 episodios              |               |
| 2018    | Mr. Sunshine                  | Lee Wan-ik                  |                       |                           |               |
| 2018-19 | Memorias de la Alhambra       | Cha Byung-jun               |                       |                           |               |
| 2019    | My Fellow Citizens!           | Kim Joo-myung               |                       |                           | [ 8 ]         |
| 2019    | Arthdal Chronicles            | Sang-ung                    |                       |                           |               |
| 2021    | Model Taxi                    | Jang Sung-chul              |                       | 16 episodios              | [ 9 ]         |
| 2022    | WeCrashed                     | Masayoshi Son               | Apple TV+             | Serie web                 |               |
| 2022    | El caballero negro            | GrandPa                     | Netflix               | Serie web                 | [ 10 ]        |
| 2022    | Bajo el paraguas de la reina  | Hwang Won-hyeong            |                       |                           | [ 11 ]        |
| 2024    | Chaebol X Detective           | Él mismo                    |                       | Aparición especial, ep. 1 | [ 12 ]        |
| 2024-25 | Check-in Hanyang              | Cheon Bang-ju               |                       |                           | [ 13 ] [ 14 ] |
| 2025    | Héroes de guardia             |                             |                       | Serie web, ocho ep.       | [ 15 ] [ 16 ] |
| 2025    | Undercover High School        | Seo Byeong-mun              |                       | Aparición especial        | [ 17 ]        |
| 2025    | El sinuoso camino del derecho | Ko Seung-chul               |                       |                           | [ 18 ]        |
| 2025    | Submundo                      | Profesor Kim                | Disney+               | Serie web, once ep.       | [ 19 ]        |
| 2025    | Knock-Off                     | Bae Pil-gu                  |                       |                           | [ 20 ]        |

### Películas
| Año  | Título                                 | Personaje                   | Notas                                                                                            | Ref.          |
| ---- | -------------------------------------- | --------------------------- | ------------------------------------------------------------------------------------------------ | ------------- |
| 1995 | Mom Has a Lover                        | -                           |                                                                                                  |               |
| 1996 | The Day a Pig Fell into the Well       | Hyo-seop                    |                                                                                                  |               |
| 1997 | 3pm Paradise                           | -                           |                                                                                                  |               |
| 1997 | Barricade                              | -                           |                                                                                                  |               |
| 2011 | The Day He Arrives                     | Joong-won                   | Junto a Yoo Jun-sang, Song Seon-mi, Kim Sang-joong, Kim Bo-kyung y Ahn Jae-hong                  |               |
| 2012 | 26 Years                               | Jefe Choi                   | Junto a Jin Goo, Han Hye-jin, Im Seulong, Lee Geung-young, Bae Soo-bin y Jang Gwang              |               |
| 2012 | National Security                      | Kang Su-hyeon               |                                                                                                  |               |
| 2012 | Architecture 101                       | Profesor Kang               |                                                                                                  |               |
| 2013 | The Face Reader                        | Han Myung-hoi               | Junto a Song Kang-ho, Lee Jung-jae, Baek Yoon-sik, Jo Jung-suk, Lee Jong-suk y Kim Hye-soo       |               |
| 2013 | Running Man                            | Director Kim                |                                                                                                  |               |
| 2013 | Nobody's Daughter Haewon               | Joong-won                   | Junto a Jung Eun-chae, Lee Sun-kyun, Ye Ji-won, Ryu Deok-hwan y Ahn Jae-hong                     |               |
| 2013 | The Suspect                            | Subdirector del depto. Shin |                                                                                                  |               |
| 2014 | Big Match                              | Detective Do                |                                                                                                  |               |
| 2014 | Hill of Freedom                        | Sang-won                    | Junto a Ryo Kase, Moon So-ri, Jung Eun-chae, Youn Yuh-jung, Kang Hye-jung y Ahn Jae-hong         |               |
| 2014 | Tabloid Truth                          | Park Young-jin              |                                                                                                  |               |
| 2015 | Assassination                          | Mayordomo de la fam. Kang   | Junto a Jun Ji-hyun, Lee Jung-jae, Ha Jung-woo, Oh Dal-su, Cho Jin-woong y Park Byung-eun        |               |
| 2015 | Minority Opinion                       | Fiscal                      |                                                                                                  |               |
| 2015 | The Priests                            | Decano del Clero            | Junto a Kim Yoon-seok, Gang Dong-won, Park So-dam, Son Jong-hak y Kim Byeong-ok                  |               |
| 2015 | Office                                 | Kim Sang-gyu                | Junto a Go Ah-sung, Bae Seong-woo, Park Sung-woong, Lee Si-eon y Park Jung-min                   |               |
| 2015 | The Exclusive: Beat the Devil's Tattoo | Director Moon               | Junto a Jo Jung-suk, Lee Ha-na, Lee Mi-sook, Kim Dae-myung, Bae Seong-woo y Tae In-ho            |               |
| 2015 | Twenty                                 | Padre de Chi-ho             | Junto a Kim Woo-bin, Lee Junho, Kang Ha-neul, Jung So-min, Min Hyo-rin, Lee Yu-bi y Ahn Jae-hong |               |
| 2015 | The Deal                               | Son Myung-soo               |                                                                                                  |               |
| 2015 | A Dramatic Night                       | Doctor                      | Junto a Yoon Kye-sang, Han Ye-ri, Park Byung-eun, Park Hyo-joo y Jung Soo-young                  |               |
| 2015 | Inside Men                             | Editor jefe                 |                                                                                                  |               |
| 2016 | Train to Busan                         | Yon-suk                     | Junto a Gong Yoo, Kim Su-an, Ma Dong-seok, Jung Yu-mi, Choi Gwi-hwa y Choi Woo-shik              |               |
| 2016 | The Truth Beneath                      | No Jae-soon                 | Junto a Son Ye-jin y Kim Joo-hyuk                                                                |               |
| 2016 | A Quiet Dream                          | Presidente                  |                                                                                                  |               |
| 2016 | Yourself and Yours                     | Kim Joong-haeng             | Junto a Kim Joo-hyuk y Lee Yoo-young                                                             |               |
| 2017 | The King                               | Kim Eung-soo                | Junto a Jo In-sung, Jung Woo-sung y Bae Seong-woo.                                               | [ 21 ]        |
| 2017 | The Reservoir Game                     | Voz                         | Documental                                                                                       |               |
| 2017 | Steel Rain                             | Lee Eui-sung                | Junto a Jung Woo-sung, Kwak Do-won, Kim Kap-soo, Won Jin-ah, Lee Geung-young y Jo Woo-jin        |               |
| 2017 | 1987: When the Day Comes               | Lee Boo-young               | Junto a Kim Yoon-seok, Ha Jung-woo, Yoo Hae-jin, Kim Tae-ri, Park Hee-soon y Lee Hee-joon        |               |
| 2018 | Golden Slumber                         | Mr. Min                     | Junto a Gang Dong-won, Han Hyo-joo, Kim Sung-kyun, Kim Dae-myung y Lee Hak-joo                   |               |
| 2018 | Rampant                                | Rey Lee-jo                  | Junto a Hyun Bin, Jang Dong-gun, Jung Man-sik, Jo Woo-jin y Lee Sun-bin                          |               |
| 2018 | The Man Only I Can See                 | -                           |                                                                                                  |               |
| 2019 | Trade Your Love                        | Capitán Chae                | Junto a Kim Dong-wook, Ko Sung-hee, Hwang Bo-ra, Im Ye-jin y Yum Jung-ah                         |               |
| 2019 | Extreme Job                            | Supt. de la policía         | Junto a Ryu Seung-ryong, Lee Ha-nui, Lee Dong-hwi, Gong Myung, Shin Ha-kyun y Oh Jung-se         |               |
| 2020 | Stone Skipping                         | Sacerdote Católico          | Junto a Kim Dae-myung y Song Yoon-ah                                                             |               |
| 2021 | Three Sisters                          | Jeong-beom                  | Cameo                                                                                            |               |
| 2021 | The Book of Fish                       | Oficial Jang                | Junto a Sol Kyung-gu, Byun Yo-han, Lee Jung-eun, Min Do-hee y Kang Ki-young                      | [ 22 ]        |
| 2021 | Entrega urgente                        | Presidente Baek             | Junto a Park So-dam, Song Sae-byeok, Jung Hyun-joon, Yeon Woo-jin y Yeom Hye-ran                 | [ 23 ] [ 24 ] |
| 2022 | Alienoid                               | -                           | Junto a Ryu Jun-yeol, Kim Tae-ri, Kim Woo-bin, Lee Ha-nee y So Ji-sub                            |               |
| 2022 | The Man Only I Can See                 | -                           | Junto a Bae Soo-bin, Choi Yu-hwa, Jeon Seok-ho, Jeon Sung-woo, Tae In-ho y Kang Hye-jung         |               |
| 2022 | Wiretap                                | Oh Hyeong-joo               | Junto a Kim Woo-bin, Lee Jung-jae y Yum Jung-ah                                                  |               |
| 2023 | 12.12: The Day                         | Oh Guk-sang                 | Junto a Hwang Jung-min, Jung Woo-sung, Lee Sung-min, Park Hae-joon y Kim Sung-kyun               | [ 25 ]        |
| 2024 | Alienoid: Return to the Future         | Ja-jang                     | Junto a Ryu Jun-yeol, Kim Tae-ri, Kim Woo-bin, Lee Ha-nee y Yum Jung-ah                          | [ 26 ]        |

### Narrador
| Año  | Título          | Notas      |
| ---- | --------------- | ---------- |
| 2016 | A Star of Greed | (película) |

### Apariciones en programas
| Año  | Programa                         | Notas                 |
| ---- | -------------------------------- | --------------------- |
| 2017 | Entertainment Weekly             | invitado              |
| 2017 | Happy Together                   | (ep. #499) - invitado |
| 2018 | Choiza Road (최자로드)           | (ep. #8) - invitado   |
| 2018 | Life Bar                         | (ep. #94) - invitado  |
| 2020 | Amazing Saturday (DoReMi Market) | (ep. #124) - invitado |

## Premios y nominaciones
| Año  | Premio                      | Categoría                                                 | Trabajo         | Resultado | Ref.   |
| ---- | --------------------------- | --------------------------------------------------------- | --------------- | --------- | ------ |
| 2014 | 50th Baeksang Arts Award    | Best Supporting Actor (Film)                              | The Face Reader | Nominado  |        |
| 2016 | 5th APAN Star Award         | Acting Award, Actor                                       | W - Two Worlds  | Ganador   |        |
| 2016 | 36th MBC Drama Award        | Best Couple Award (junto a Lee Si-eon)                    | W - Two Worlds  | Nominados |        |
| 2016 | 36th MBC Drama Award        | Golden Acting Award, Actor in a Miniseries                | W - Two Worlds  | Ganador   | [ 28 ] |
| 2017 | 25th Buil Film Award        | Best Supporting Actor                                     | Train to Busan  | Ganador   |        |
| 2017 | 37th Blue Dragon Film Award | Best Supporting Actor                                     | Train to Busan  | Nominado  |        |
| 2017 | 22nd Chunsa Film Art Award  | Best Supporting Actor                                     | Train to Busan  | Nominado  |        |
| 2017 | 53rd Baeksang Arts Awards   | Best Supporting Actor (Film)                              | Train to Busan  | Ganador   |        |
| 2021 | 2021 SBS Drama Award        | Best Supporting Actor in a Miniseries Genre/Fantasy Drama | Model Taxi      | Ganador   | [ 29 ] |